# Robert Sánchez
Robert Lynch Sánchez (Cartagena, 18 de noviembre de 1997) es un futbolista español que juega de portero en el Chelsea F. C. de la Premier League de Inglaterra.

## Trayectoria
De madre española y padre con raíces jamaicanas e inglesas, se formó futbolísticamente en los equipos base del Cartagena FC. Comenzó su carrera en las inferiores Levante U. D., para luego fichar por el Brighton & Hove Albion F. C. de Inglaterra a los quince años y donde firmó su primer contrato profesional en junio de 2015. Renovó su contrato con el club en abril de 2018 por tres años.
En junio de 2018 fue cedido al Forest Green Rovers F. C. por toda la temporada 2018-19, sin embargo, en enero de 2019 fue llamado de vuelta al primer equipo.
El 24 de julio de 2019 fue cedido al Rochdale A. F. C. para la temporada 2019-20.
Regresó al Brighton para la temporada 2020-21 y el 1 de noviembre de 2020 realizó su debut en la Premier League ante el Tottenham Hotspur F. C. Durante su etapa en el club disputó 87 partidos en esta competición.
El 5 de agosto de 2023 el Chelsea F. C. oficializó su traspaso y la firma de un contrato de siete años de duración. Debutó ocho días después en un empate a uno contra el Liverpool F. C. correspondiente a la primera jornada de la Premier League. Como titular indiscutible en el Mundial de Clubes de 2025, sus destacadas actuaciones —especialmente en la final— fueron clave para que el equipo londinense alzase el trofeo, mérito que le valió el Guante de Oro del torneo.

## Selección nacional
El 15 de marzo de 2021 fue convocado por primera vez por la selección española absoluta para tres encuentros de clasificación para el Mundial de 2022.
El 24 de mayo de 2021 el seleccionador español Luis Enrique Martínez le convocó para disputar la Eurocopa 2020, torneo pospuesto hasta 2021 debido a la pandemia por COVID-19.
El 5 de septiembre del mismo año debutó en un partido de clasificación para el Mundial 2022 contra Georgia saliendo desde el banquillo por Unai Simón. Con su debut se convertía en el jugador número veinticinco en debutar a las órdenes de Luis Enrique.

### Participaciones en Eurocopas
| Eurocopa      | Sede   | Resultado   | Partidos | Goles |
| ------------- | ------ | ----------- | -------- | ----- |
| Eurocopa 2020 | Europa | Semifinales | 0        | 0     |

### Participaciones en Copas del Mundo
| Mundial      | Sede  | Resultado        | Partidos | Goles |
| ------------ | ----- | ---------------- | -------- | ----- |
| Mundial 2022 | Catar | Octavos de final | 0        | 0     |

## Estilo de juego
Comentó en una entrevista que sus modelos a seguir son los porteros españoles Iker Casillas y David de Gea.

## Estadísticas

### Clubes
Actualizado al último partido disputado el 13 de julio de 2025.
| Club                                    | Div.          | Temporada     | Liga  | Liga     | Copas nacionales | Copas nacionales | Copas internacionales | Copas internacionales | Total | Total    |
| Club                                    | Div.          | Temporada     | Part. | Goles(1) | Part.            | Goles(1)         | Part.                 | Goles(1)              | Part. | Goles(1) |
| --------------------------------------- | ------------- | ------------- | ----- | -------- | ---------------- | ---------------- | --------------------- | --------------------- | ----- | -------- |
| Forest Green Rovers F. C. Inglaterra    | 4.ª           | 2018-19       | 17    | 17       | 0                | 0                | ―                     | ―                     | 17    | 17       |
| Forest Green Rovers F. C. Inglaterra    | Total club    | Total club    | 17    | 17       | 0                | 0                | 0                     | 0                     | 17    | 17       |
| Rochdale A. F. C. Inglaterra            | 3.ª           | 2019-20       | 26    | 44       | 9                | 9                | ―                     | ―                     | 35    | 53       |
| Rochdale A. F. C. Inglaterra            | Total club    | Total club    | 26    | 44       | 9                | 9                | 0                     | 0                     | 35    | 53       |
| Brighton & Hove Albion F. C. Inglaterra | 1.ª           | 2020-21       | 27    | 27       | 0                | 0                | ―                     | ―                     | 27    | 27       |
| Brighton & Hove Albion F. C. Inglaterra | 1.ª           | 2021-22       | 37    | 42       | 1                | 3                | ―                     | ―                     | 38    | 45       |
| Brighton & Hove Albion F. C. Inglaterra | 1.ª           | 2022-23       | 23    | 30       | 2                | 0                | ―                     | ―                     | 25    | 30       |
| Brighton & Hove Albion F. C. Inglaterra | Total club    | Total club    | 87    | 99       | 3                | 3                | 0                     | 0                     | 90    | 102      |
| Chelsea F. C. Inglaterra                | 1.ª           | 2023-24       | 16    | 25       | 5                | 5                | ―                     | ―                     | 21    | 30       |
| Chelsea F. C. Inglaterra                | 1.ª           | 2024-25       | 32    | 34       | 1                | 2                | 7                     | 6                     | 40    | 42       |
| Chelsea F. C. Inglaterra                | Total club    | Total club    | 48    | 59       | 6                | 7                | 7                     | 6                     | 61    | 72       |
| Total carrera                           | Total carrera | Total carrera | 178   | 219      | 18               | 19               | 7                     | 6                     | 203   | 244      |
| (1) Hace referencia a goles encajados.  |               |               |       |          |                  |                  |                       |                       |       |          |

## Palmarés

### Títulos internacionales
| Título                            | Equipo        | Sede           | Año  |
| --------------------------------- | ------------- | -------------- | ---- |
| Liga Conferencia de la UEFA       | Chelsea F. C. | Breslavia      | 2025 |
| Copa Mundial de Clubes de la FIFA | Chelsea F. C. | Estados Unidos | 2025 |

### Distinciones Individuales
| Distinsión                                            | Año  |
| ----------------------------------------------------- | ---- |
| Guante de Oro de la Copa Mundial de Clubes de la FIFA | 2025 |